# Tasmanicosa
Tasmanicosa is een geslacht van spinnen uit de familie wolfspinnen (Lycosidae).

## Soorten
De volgende soorten zijn bij het geslacht ingedeeld:
- Tasmanicosa tasmanica (Hogg, 1905)